# Oligonychus tsudomei
Oligonychus tsudomei är en spindeldjursart som beskrevs av Ehara 1966. Oligonychus tsudomei ingår i släktet Oligonychus och familjen Tetranychidae. Inga underarter finns listade i Catalogue of Life.